# Elefterios Sinadinos
Elefterios Sinadinos, gr. Ελευθέριος Συναδινός (ur. 6 lipca 1955 w Argos Orestiko) – grecki wojskowy, generał, poseł do Parlamentu Europejskiego VIII kadencji.

## Życiorys
Kształcił się w greckich szkołach wojskowych, w tym w helleńskiej akademii wojskowej, którą ukończył w 1979 w stopniu podporucznika piechoty. Do czasu przejścia w stan spoczynku służył w greckiej armii, dochodząc do stopnia generała. Pełnił różne funkcje dowódcze, w tym komendanta greckich wojsk specjalnych i dowódcy greckiego kontyngentu w Kosowie.
W wyborach w 2014 z listy Złotego Świtu uzyskał mandat eurodeputowanego VIII kadencji. W jej trakcie opuścił swoje ugrupowanie.